# Psoralea imbricata
Psoralea imbricata är en ärtväxtart som först beskrevs av Carl von Linné d.y., och fick sitt nu gällande namn av Terence Macleane Salter. Psoralea imbricata ingår i släktet Psoralea och familjen ärtväxter. Inga underarter finns listade i Catalogue of Life.